# Yuke's
Yuke's Co. Ltd (également connu sous le nom de Yuke's Future Media Creators ou Yuke's Media Creation) est une compagnie de jeu vidéo basée à Osaka au Japon. La société a été fondée le 26 février 1993.
La compagnie est surtout connue pour la série de jeux vidéo WWE SmackDown! (connue sous le nom d' Exciting Pro Wrestling au Japon). D'autres jeux incluent les séries de WWE Day of Reckoning, Evil Zone, EOE: Eve of Extinction, Sword of the Berserk: Guts' Rage, Berserk Millennium Falcon Arc ~Seimasenki no Sho~, Soukaigi, Rumble Roses, Les Indestructibles, UFC 2009 Undisputed et D1 Grand Prix (qu'ils sponsorisent également).
Par ailleurs, Yuke's possède 54 % de la New Japan Pro Wrestling, une des plus grosses promotions de catch au Japon. La société produit également des DVD.

## Jeux développés
| Années | Titre                                                          | Éditeur(s)                 | Plateforme(s)                                                                  |
| ------ | -------------------------------------------------------------- | -------------------------- | ------------------------------------------------------------------------------ |
| 1995   | Shin Nippon Pro Wrestling: Toukon Retsuden                     | Tomy                       | PlayStation                                                                    |
| 1995   | Hermie Hopperhead: Scrap Panic                                 | SCEI                       | PlayStation                                                                    |
| 1996   | Shin Nippon Pro Wrestling: Toukon Retsuden 2                   | Tomy                       | PlayStation                                                                    |
| 1997   | Ucchannanchan no Honō no Challenger: Denryū Iraira Bō          | Hudson Soft                | Nintendo 64                                                                    |
| 1998   | Shin Nippon Pro Wrestling: Toukon Road - Brave Spirits         | Hudson Soft                | Nintendo 64                                                                    |
| 1998   | Shin Nippon Pro Wrestling: Toukon Retsuden 3                   | Tomy                       | PlayStation                                                                    |
| 1998   | Soukaigi                                                       | SquareSoft                 | PlayStation                                                                    |
| 1998   | Shin Nippon Pro Wrestling: Toukon Road 2 - The Next Generation | Hudson                     | Nintendo 64                                                                    |
| 1999   | Evil Zone                                                      | Titus Software             | PlayStation                                                                    |
| 1999   | Last Legion UX                                                 | Hudson                     | Nintendo 64                                                                    |
| 1999   | New Japan Pro Wrestling: Toukon Retsuden 4                     | Tomy                       | Dreamcast                                                                      |
| 1999   | Sword of the Berserk: Guts' Rage                               | ASCII Corporation          | Dreamcast                                                                      |
| 2000   | WWF SmackDown!                                                 | THQ                        | PlayStation                                                                    |
| 2000   | WWF Royal Rumble                                               | THQ                        | Arcade, Dreamcast                                                              |
| 2000   | WWF SmackDown! 2: Know Your Role                               | THQ                        | PlayStation                                                                    |
| 2000   | The Pro Wrestling 2                                            | D3 Publisher               | PlayStation                                                                    |
| 2001   | WWF SmackDown! Just Bring It                                   | THQ                        | PlayStation 2                                                                  |
| 2002   | EOE: Eve of Extinction                                         | Eidos Interactive          | PlayStation 2                                                                  |
| 2002   | Edit Racing                                                    | D3 Publisher               | PlayStation 2                                                                  |
| 2002   | WWE WrestleMania X8                                            | THQ                        | GameCube                                                                       |
| 2002   | WWE SmackDown! Shut Your Mouth                                 | THQ                        | PlayStation 2                                                                  |
| 2003   | WWE WrestleMania XIX                                           | THQ                        | GameCube                                                                       |
| 2003   | WWE SmackDown! Here Comes the Pain                             | THQ                        | PlayStation 2                                                                  |
| 2004   | Online Pro Wrestling                                           | Yuke's                     | PlayStation 2                                                                  |
| 2004   | WWE Day of Reckoning                                           | THQ                        | GameCube                                                                       |
| 2004   | Berserk: Millennium Falcon Hen Seima Senki no Shō              | Sammy Corporation          | PlayStation 2                                                                  |
| 2004   | WWE SmackDown! vs. Raw                                         | THQ                        | PlayStation 2                                                                  |
| 2004   | Rumble Roses                                                   | Konami                     | PlayStation 2                                                                  |
| 2005   | D1 Grand Prix                                                  | Yuke's                     | PlayStation 2                                                                  |
| 2005   | WWE Day of Reckoning 2                                         | THQ                        | GameCube                                                                       |
| 2005   | D1 Grand Prix 2005                                             | Yuke's                     | PlayStation 2                                                                  |
| 2005   | WWE SmackDown! vs. Raw 2006                                    | THQ                        | PlayStation 2, PlayStation Portable                                            |
| 2005   | Wrestle Kingdom                                                | Yuke's                     | Xbox 360, PlayStation 2                                                        |
| 2006   | The Dog: Happy Life                                            | Yuke's                     | PlayStation Portable                                                           |
| 2006   | WWE SmackDown vs. Raw 2007                                     | THQ                        | PlayStation 2, Xbox 360, PlayStation Portable                                  |
| 2007   | The Dog Island                                                 | Yuke's                     | PlayStation 2, Wii                                                             |
| 2007   | Wrestle Kingdom 2                                              | Yuke's                     | PlayStation 2                                                                  |
| 2007   | Go! Sports Ski                                                 | SCEI                       | PlayStation 3                                                                  |
| 2007   | Neves                                                          | Atlus                      | Nintendo DS                                                                    |
| 2007   | WWE SmackDown vs. Raw 2008                                     | THQ                        | PlayStation 2, PlayStation 3, PlayStation Portable, Wii, Xbox 360              |
| 2007   | Soukou Kihei Votoms                                            | Bandai Namco Entertainment | PlayStation 2                                                                  |
| 2008   | Double D Dodgeball                                             | Yuke's                     | Xbox 360                                                                       |
| 2008   | Mobile Suit Gundam 00: Gundam Meisters                         | Bandai Namco Games         | PlayStation 2                                                                  |
| 2008   | Neverland Card Battles                                         | Idea Factory               | PlayStation Portable                                                           |
| 2008   | WWE SmackDown vs. Raw 2009                                     | THQ                        | PlayStation 2, PlayStation 3, PlayStation Portable, Wii, Xbox 360              |
| 2009   | WWE Legends of WrestleMania                                    | THQ                        | PlayStation 3, Xbox 360, iOS                                                   |
| 2009   | UFC 2009 Undisputed                                            | THQ                        | PlayStation 3, Xbox 360                                                        |
| 2009   | WWE SmackDown vs. Raw 2010                                     | THQ                        | Nintendo DS, PlayStation 2, PlayStation 3, PlayStation Portable, Wii, Xbox 360 |
| 2010   | UFC Undisputed 2010                                            | THQ                        | PlayStation 3, Xbox 360, PlayStation Portable                                  |
| 2010   | WWE SmackDown vs. Raw 2011                                     | THQ                        | PlayStation 2, PlayStation 3, PlayStation Portable, Wii, Xbox 360              |
| 2011   | Real Steel                                                     | Yuke's                     | PlayStation 3, Xbox 360                                                        |
| 2011   | WWE '12                                                        | THQ                        | PlayStation 3, Wii, Xbox 360                                                   |
| 2012   | UFC Undisputed 3                                               | THQ                        | PlayStation 3, Xbox 360                                                        |
| 2012   | WWE '13                                                        | THQ                        | PlayStation 3, Wii, Xbox 360                                                   |
| 2013   | Pacific Rim                                                    | Yuke's                     | Xbox 360, PlayStation 3                                                        |
| 2013   | WWE 2K14                                                       | 2K Sports                  | PlayStation 3, Xbox 360                                                        |
| 2014   | WWE 2K15                                                       | 2K Sports                  | PlayStation 3, Xbox 360, PlayStation 4, Xbox One                               |
| 2015   | WWE 2K16                                                       | 2K Sports                  | PlayStation 3, PlayStation 4, Xbox 360, Xbox One, Microsoft Windows            |
| 2016   | WWE 2K17                                                       | 2K Sports                  | PlayStation 3, PlayStation 4, Xbox 360, Xbox One, Microsoft Windows            |
| 2017   | WWE 2K18                                                       | 2K Sports                  | Microsoft Windows, PlayStation 4, Xbox One, Nintendo Switch                    |
| 2018   | WWE 2K19                                                       | 2K Sports                  | Microsoft Windows, PlayStation 4, Xbox One                                     |
| 2019   | Earth Defense Force: Iron Rain                                 | D3 Publisher               | PlayStation 4, Microsoft Windows                                               |